# Caen Basket Calvados
Il Caen Basket Calvados è una società cestistica avente sede a Caen, in Francia. Fondata nel 1959 come Caen Basket Club assunse la denominazione attuale nel 1982. Gioca nel campionato francese.